# Sjóvar kommuna
Sjóvar kommuna ist eine Kommune der Färöer im Südwesten Eysturoys, die nicht nach einem Ort der Färöer benannt ist. Der Name bedeutet „See-Kommune“.
- Einwohner: 960 (Stand: 1. Januar 2011)
- Orte: Strendur (785), Innan Glyvur (72), Kolbeinagjógv (38), Selatrað (38) und Morskranes (27)